# Chalthan
Chalthan é uma vila no distrito de Surat, no estado indiano de Gujarat.

## Demografia
Segundo o censo de 2001, Chalthan tinha uma população de 12 746 habitantes. Os indivíduos do sexo masculino constituem 57% da população e os do sexo feminino 43%. Chalthan tem uma taxa de literacia de 71%, superior à média nacional de 59,5%; a literacia no sexo masculino é de 78% e no sexo feminino é de 62%. 14% da população está abaixo dos 6 anos de idade.